# The Wolf Among Us 2
Pour les articles homonymes, voir Among Us (homonymie).
The Wolf Among Us 2 est un futur jeu vidéo d'aventure graphique épisodique sans date de sortie annoncée.
Il s'agit de la suite de The Wolf Among Us.

## Développement
Lorsque la sortie des épisodes de The Wolf Among Us a été achevée en juillet 2014, Telltale avait pensé à faire une deuxième saison, mais ils s'étaient déjà engagés dans les projets tels que Tales from the Borderlands, Minecraft: Story Mode et Game of Thrones. La société était consciente d'un vif intérêt pour une deuxième saison au cours des années intermédiaires et cherchait le bon moment pour la développer.
Une seconde saison non nommée a été annoncée lors du San Diego Comic Con en juillet 2017 et devait initialement être présentée en 2018 sur les ordinateurs personnels, les consoles et les appareils mobiles. En mai 2018, Telltale a annoncé qu'en raison de récents problèmes internes au studio, ils devaient repousser la sortie de la suite jusqu'en 2019. En septembre 2018, Telltale annonça sa fermeture en raison de « difficultés insurmontables », annulant la saison 2 de The Wolf Among Us et d'autres projets en développement.
Lors de la renaissance de Telltale sous le nom de LCG Entertainment, The Wolf Among Us était l'un des titres rachetés par LCG, mais aucune annonce n'a été faite à ce moment-là sur la suite. La société a annoncé The Wolf Among Us 2 aux Game Awards 2019. La suite continuera les événements du premier jeu vidéo, mais restera toujours une préquelle à la série de comics. Le jeu est développé en association avec AdHoc Studio, formé par l'ancien personnel de Telltale Games, qui se concentrera sur les éléments narratifs et cinématiques du jeu tandis que Telltale mettra en œuvre le gameplay et d'autres conceptions. En plus du retour du personnel de Telltale, Harrington et Yvette reviendront pour doubler Bigby et Blanche, et Emerson-Johnson composera la musique du jeu. Le jeu est en cours de développement sur le moteur de jeu Unreal Engine, et sera publié dans une approche épisodique. Cette suite sera entièrement travaillée à partir de zéro, en n'utilisant aucune des idées et du travail initial qui avait été fait sous l'ancien Telltale avant sa fermeture. Contrairement à l'approche du cycle de développement passé à l'ancien Telltale où chaque épisode a été développé de manière autonome, tous les épisodes de The Wolf Among Us 2 sont développés simultanément. En mars 2023, il est annoncé que le jeu est reporté à 2024